# ONE, Inc.
One, Inc. ili One Incorporated bila je jedna od prvih organizacija za homoseksualna prava u SAD-u, osnovana 1952.

## Organizacija
Ideja za organizaciju posvećenu homoseksualcima proizašla je iz diskusijskog sastanka Društva Mattachine održanog 15. listopada 1952. Članke o osnivanju ONE Inc. potpisali su Antonio "Tony" Reyes, Martin Block i Dale Jennings 15. studenog 1952. Ostali osnivači bili su Merton Bird, W. Dorr Legg, Don Slater, Chuck Rowland, Harry Hay i Dorr Legg, "koji su svi nastojali ujediniti homoseksualce u društvenu akciju". Jennings i Rowland također su bili osnivači Mattachine Society. Ime je izvedeno iz aforizma viktorijanskog pisca Thomasa Carlylea : "Mistična veza bratstva čini sve ljude jednim". Ime je također bilo znak da se homoseksualna osoba naziva "jednim od nas". ONE je bila prva LGBT organizacija u Sjedinjenim Državama koja je imala vlastiti ured i kao takvi njezini uredi djelovali su kao prototip LGBT centra zajednice
One, Inc. spremno je primala žene, uključujući - s njihovim pseudonimima - Joan Corbin (kao Eve Elloree), Irmu Wolf (kao Ann Carrl Reid), Stellu Rush (kao Sten Russell), Helen Sandoz (kao Helen Sanders) i Betty Perdue (kao Geraldine Jackson). Bili su vitalni za njezin rani uspjeh. ONE i Mattachine zauzvrat su pružili vitalnu pomoć kćerima Bilitis u pokretanju njihovog biltena The Ladder 1956. godine. Kćeri Bilitisa bila je pandan lezbijskoj organizaciji Mattachine Society, a organizacije su zajedno radile na nekim kampanjama i vodile serije predavanja. Bilitis je bio napadnut početkom 1970-ih zbog "pridruživanja" Mattachineu i ONE-u, umjesto novim separatističkim feministkinjama. 

## Časopis ONE
U siječnju 1953. One Inc. započeo je s izdavanjem mjesečnika One, prvog američkog pro-homoseksualnog izdanja, koji je otvoreno prodavao na ulicama Los Angelesa za 25 centi. U listopadu 1954. američki odjel za poštu proglasio je časopis "nepristojnim" i odbio ga dostaviti. ONE, Inc. pokrenuo je parnicu na saveznom sudu, koju je dobio 1958. godine, kada je američki Vrhovni sud preinačio presudu nižeg suda u One, Inc. v. Olesen na temelju nedavnog prekretničkog slučaja Prvi amandman, Roth v. Sjedinjene Države. Časopis je prestao izlaziti u prosincu 1969.

## ONE Institut za homofilske studije
Godine 1956. ONE je osnovao ONE institut za homofilske studije koji je, uz organizaciju nastave i godišnjih konferencija, izdavao i ONE Institute Quarterly, časopis posvećen akademskom istraživanju homoseksualnosti.

## Kasnija povijest
Godine 1965. One se razdvojio zbog nepomirljivih razlika između ONE-ovog poslovnog menadžera Dorra Legga i urednika časopisa One, Don Slatera. Nakon dvogodišnje sudske bitke, frakcija Dorra Legga zadržala je naziv "ONE, Inc." a frakcija Don Slatera zadržala je većinu korporativne knjižnice i arhiva. 1968. godine Slaterova grupa postala je Homosexual Information Center ili HIC, neprofitna korporacija koja nastavlja s radom.
Godine 1996. One, Inc. spojila se s ISHR-om, Institutom za proučavanje ljudskih resursa, neprofitnom organizacijom koju je stvorio transrodni filantrop Reed Erickson, pri čemu se ONE uklopila u ISHR. 2005. HIC je darovao mnoge svoje povijesne materijale, uključujući većinu Memorijalne knjižnice Blanche M. Baker tvrtke ONE Incorporated, Vern-u i Bonnie Bullough-ovoj kolekciji o seksu i spolu, posebnoj zbirci u knjižnici Oviatt na Kalifornijskom državnom sveučilištu u Northridgeu. U listopadu 2010., ONE je svoje arhive predao na čuvanje ONE National Gay & Lesbian Archives. ONE, Inc. nastavlja s radom kroz organiziranje izložbi i prikupljanje novih materijala.

## Poveznice
- ONE Nacionalna arhiva za homoseksualce i lezbijke
- Prava LGBT osoba u SAD-u
- Popis organizacija LGBT prava
- Kronologija povijesti LGBT-a

## Daljnje čitanje
- Bullough, Vern L. Before Stonewall:  Activists for Gay and Lesbian Rights in Historical Context. Harrington Park Press, 2002.
- Cain, Paul D. Leading the Parade: Conversations with America's Most Influential Lesbian and Gay Men. New York, Scarecrow Press, 2002.
- Dynes, Wayne R., ed., Encyclopedia of Homosexuality. New York and London, Garland Publishing, 1990
- Gallo, Marcia. Different Daughters: A History of the Daughters of Bilitis and the Rise of the Lesbian Rights Movement. New York, Carroll and Graf, 2006.
- Johansson, Warren & Percy, William A.  Outing:  Shattering the Conspiracy of Silence.  Harrington Park Press, 1994.
- Kepner, James. Rough News, Daring Views: 1950’s Pioneer Gay Press Journalism. Binghamton, NY: Harrington Park Press, 1998.
- Legg, W. Dorr. Homophile Studies in Theory and Practice. San Francisco: ONE Institute Press and GLB Publishers, 1999.
- Lofton, Crag M., ed. Letters to ONE: Gay and Lesbian Voices from the 1950s and 19602. Albany, SUNY Press, 2012. ISBN 978-1-4384-4299-0.
- Murdoch, Joyce and Deb Price. Courting Justice: Gay Men and Lesbians v. the Supreme Court. New York: Basic Books, 2001.
- White, C. Todd. Pre-Gay L.A.: A Social History of the Movement for Homosexual Rights. Champagne: University of Illinois Press, 2009.